# فرومد
فُرومَد (یا فَریومَد)، یکی از روستاهای کهن و بزرگ در دهستان فرومد بخش مرکزی شهرستان میامی استان سمنان ایران است. فرومد بزرگ‌ترین روستای استان است این روستا تا دی ماه سال ۱۳۱۶ از توابع خراسان و سبزوار بوده و با نزدیک‌ترین مرکز شهرستان یعنی داورزن در استان خراسان رضوی ۲۳ کیلومتر فاصله دارد. مردم این روستا به زبان فارسی خراسانی با گویش سبزواری صحبت می‌کنند.

## پیوند تاریخی فرومد و خراسان
اسناد تاریخی بیانگر پیوند عمیق تاریخی بین فرومد و خراسان می‌باشد. ابوالحسن بیهقی در تشریح منطقه بیهق خراسان در کتاب تاریخ بیهق بیان می‌دارد: «امیرِ خراسان عبدالله بن طاهر ـ رَحِمَهُ اللهـ چُنین گفت که: خَیرُ قُری بیهَق جُلَین و اَطیَبُها فَریومَد و لا بَأسَ بالسّدیر و الحارثاباد.
و دیه‌ها که خراج داشته است در بیهق، سیصد و نود و پنج دیه بوده است، خراجی سیصد و بیست و یک دیه و قانونِ خراج در عهدِ ملوکِ آلِ طاهر ـ رَحِمَهُمُ الله ـ صد هزار و هفتاد هزار و هشت هزار و هفتصد و نود و شش دِرَم بوده است، و اعشارِ آن از هفتاد و چهار دیه پنجاه و هفت هزار و هشتصد دِرَم است.
این ناحیت را دوازده قسمت نهاده‌اند و هر قسمتی را رَبعی نام کرده و یک عدد را یک رَبع بیش نتواند بود، چه رُبع یک عدد از چهار عدد بود، پس مراد بدین رَبع چهار یک نیست، مراد آن است که در کتاب مجمل اللغة ابن فارس بیارد که الرَّبعُ محلّة القومِ پس هر کجا که قومی آنجا نزدیک به یکدیگر جمع شوند و بنا و عِمارت سازند آن را رَبع خوانند در عَرَب، امّا در عَجَم هر چه در شهر منزلگاهِ خلق بود بر یک سمت، آن را محلّه خوانند، آنچه در صحرا و کوه بود آن را ربع خوانند و تفصیلِ دوازده ربع که در عهدِ امیرِ خراسان عبدالله طاهر بوده است بدین تفصیل است.
اوّل اعلی الرّستاق‏
و آن سنقریدر و آمناباد و بیهق، ...
دوم ربع قصبهٔ سبزوار است‏
و آن دیه عبدالرّحیم بن حمویه است متّصل به قصبهٔ سبزوار، ...
سیّم ربع طبس‏
و این تبشن است … و در آن ربع دیه طبشن باشد و افچنک و هارون آباد و قارزی و بازقن و … و آن متّصل بود به ناحیتِ جُوِیْن از عرض.
چهارم رَبع زمیج‏
و زمیج به لغتِ پارسی زمین بَرّ دهنده را گویند یعنی مزرعهٔ غلّه را و چون بهرام بن یزدگرد که او را بهرام گور خوانند آنجا نزول کرد فرمود تا آنجا غلّه و پنبه و امثالِ این بکِشتند و آن دیه را زمیج نام نهادند و این دیه را به وی بازخوانند و آن ربع بر جانبِ جنوب افتاده است، هیچ ربع را هوا معتدل تر از آن ربع نیست و هوای فریومد خوشتر بود، ازیرا که فریومد هم سَهلی است و هم جَبَلی و هوای پشاکوه هم معتدل بود، پس درختِ سنجد کِشتند آنجا که ششتمد است، چون به بار آمد آن را ششتمد نام کردند.
و مَذ در لغتِ پهلوی بسیار است، گویند بَرغمذ و فریومذ و ششتمذ و انجمذ و در مسترقه اسفندمذ و در نامِ ماه‌ها اسفندارمذ یعنی شکوفه و نبات پیدا شود و در نامِ روزها همین، در زبانِ فارسی گویند رذ و مذ، رذ دانا و بخْرَد باشد، فردوسی گوید:
یکی انجمن ساخت با بخرذان … هُشیوار و کار آزموده رذان‏
و مَذ مدحِ بقاع و مواطن است ـ و آن ایّام زمینِ پاکِ خوش را مَذ می‌خواندند ـ و رذ مدحِ مردم بود و مَذ در زبانِ پهلوی بسیار در آید.
و در این ربع از دیه‌های مسکون زمیج است و انجمد و گُنبد، آنجا بیت النّار بوده است، بدان بازخوانند و کیذقان و ششتمد و برازق ـ آنجا خوک بسیار بوده است ـ و دیه اُشتر ـ مَربط اُشتران بهرام آنجا بوده است ـ کیذر، بیذخ، طزرق، علیاباد، سبح، احمدآباد، روح، حارثاباد، قنات ابی الاسود، چاشک گلابدشک، بیدخشیدر، فضلوی آباد، جابرآباد، جلار، کارن که آن را خارسف نویسند، بژدن، رزسک، بیدستانه، زرین‏، دربر، مهر کند شادیاح و کلاتها متّصل بدین.
پنجم ربع خواشد و وریان‏
و این رَبع کلاتها بسیار دارد چون برقن و ستاج و دارین و باشین …
ششم ربع خسروجرد
و از آن رَبع بود دیه آباری به وی متّصل و عثماناباد و دیه سدیر و …
هفتم رَبع باشتین‏
و آن باشتین بود و نامین و ریوَد و …
هشتم ربع دیوره‏
و آن دیه‌های بسیار دارد، آن را قُری الجَبَل خوانند و …
نهم ربع کاه‏
و این قصبه چشُم بود و بروغن و مُغیثه و …
دهم ربع مَزینان‏
و این مزینان بود و مایان و کموزد و داورزن و صدخرو و طزر و بهمن‌آباد و مِهر ـ که آنجا مزارع اقلامِ بَحری باشد ـ و ماشدان و سویز و غیرِ آن.
یازدهم ربع فَریومَد
و این فریومد و اسحاق آباد و فیروزآباد و نهاردان (نهالدان)، و غیر آن بود.
دوازدهم ربع پشاکوه‏
و این دیهی چند معدود بود چون استاربد (استربند)، و دیه بیشین و غیر آن»
همچنین فرومد، به عنوان بزرگ‌ترین قصبه در غرب سبزوار و شرق شاهرود، در حدفاصل زمانی قرن هفتم و پس از حمله مغولان تا پایان دوره صفویه در قرن دوازدهم و بیش از ۵ قرن، مرکز حکمرانی سیاسی و فرهنگی ناحیه جوین (شهرستان جوین، جغتای و آزادوار) از سرزمینهای غرب خراسان بزرگ بوده و پس از آن و در دوره افشاریه، این مرکزیت به آق قلعه (جغتای) منتقل و از رونق این روستا کاسته شده است. هرچند، خوشبختانه، طی چند سال گذشته، پدیده مهاجرت معکوس از شهر به روستا، در رونق دوباره این روستا اثر مثبت داشته است و امید است در آینده نزدیک با ارتقای آن به بخش و شهر شاهد افزایش اعتبارات تخصیصی و توسعه آن باشیم تا کماکان برگشت مهاجرین به روستا تسهیل شود.

## موقعیت جغرافیایی
این روستا مرکز دهستان فرومد و یکی از روستاهای «هدف گردشگری» در شهرستان میامی است. فرومد در ۱۱۰ کیلومتری شرق میامی و ۲۳ کیلومتری شمال غرب داورزن در مسیر جادهٔ سبزوار - شاهرود و در دامنه غربی کوه گر داورزن جای گرفته است.

## جمعیت
بر پایه سرشماری عمومی نفوس و مسکن در سال ۱۳۹۵ جمعیت این روستا ۱٬۵۲۹ نفر (۵۷۶ خانوار) بوده است.
هرچند، جمعیت آن تا پیش از شروع روند بی‌رویه مهاجرت به شهرها در دهه ۶۰ شمسی، بیش از این تعداد و حدود ۵۰۰۰ نفر بوده است.

## اقتصاد
اقتصاد فرومد مبتنی بر کشاورزی و دامداری است. محصولات عمده روستا شامل غلات، میوه و لبنیات است؛ ولی اصلی‌ترین محصول کشاورزی روستای فرومد فلفل است که بسیار مرغوب است. همچنین زنان روستا به تولید صنایع دستی به‌ویژه بافت کرباس و زیلو می‌پردازند. زمین‌های کشاورزی روستا از طریق سه رشته قنات آبیاری می‌شوند، هم‌اکنون چند قنات در فرومد موجب رونق اقتصادی آن شده اما احتیاج به حمایت مسئولین جهت افزایش این روند دارد.
اصلی‌ترین محصولات فرومد شامل روغن حیوانی (زرد)، کمه (دوغ فرآوری شده)، کره، پنیر، کشک، دوغ و فلفل می‌باشد.
البته تلاش شده طی سالهای گذشته، برخی فعالیتهای کشاورزی، دامپروری و صنعتی کوچک در قالب بنگاه‌های خُرد که عمدتاً با سرمایه‌گذاری شخصی اجرا شده است، از جمله پرورش شتر مرغ و مرغداری‌ها، کشاورزی مکانیزه و صنایع تولیدی بسیار کوچک، مسیر جدیدی برای اشتغالزایی ایجاد شود که نیاز به توجه ویژه ای از سوی مسئولان دارد.
مسیر جاده‌ای که فرومد را به شفیع‌آباد و از آنجا، به گرمه و جاجرم مرتبط می‌کند، از جمله پروژه‌های سرمایه‌گذاری دولت در فرومد بشمار می‌رود. این جاده مسیر ارتباطی جاده ابریشم را به سمت شمال کشور (استان خراسان شمالی و استان گلستان) کوتاه‌تر می‌کند.

## گردشگری
فرومد به دلیل واقع‌شدن در مسیر جاده ابریشم و از لحاظ تاریخی دارای اهمیت فراوانی است. فرومد زادگاه ابن یمین فریومدی شاعر
عصر سربداران و "بزرگترین قطعه سرای ایرانی" و آفریننده قطعه مشهور "آنکس که بداند و بداند که بداند …" است و آرامگاه این شاعر ایرانی در این روستا جای دارد. نقل است که زرتشت پیامبر، درخت «سرو» را از بهشت آورد و در فریومد و کاشمر کاشت، که داستان آن در تاریخ بیهق آمده است.
فرومد در یک ناحیه کوهپایه ای و فلات قرار گرفته و بافت مسکونی آن متمرکز است. در شمال فرومد کوه‌های جغتای و معادن منحصر به فرد کرومیت که شهرت جهانی دارد و در سمت جنوب دشتهای وسیع آبرفتی قرار دارد که زمینه ای مناسب برای کشاورزی و درختکاری است که متأسفانه بهره مطلوبی از این سرزمین غنی برده نشده است. گو اینکه، با حفر چاه می‌توان این دشت عظیم را برای کشاورزی و باغداری (کاشت فلفل به عنوان محصول اصلی کشاورزی فرومد، گندم، جو، صیفی جات از جمله خربزه، هندوانه و خیار و محصولات درختی همچون انار، انگور، انجیر و گردو) مورد استفاده قرار داد. این خود فرصتی است برای برگشت مهاجران از شهرها و ایجاد پویایی دوباره این روستای قدیمی و زیبا.
جاذبه‌های تاریخی و گردشگری فرومد از این قرارند:
- آرامگاه ابن یمین فریومدی
- مسجد جامع فرومد (قرن هفتم هجری قمری)
- آرامگاه شیخ حسن جوری (رهبر نهضت سربداران) در فیروزآباد فریومد
- امامزاده سیداحمد
- آرامگاه حاج علی زاهدی خان فیروزآباد در فیروزآباد سفلی
- آرامگاه آخوند بزرگ در فیروزآباد فریومد (یکی از فرزندان وی بنام شیخ عبدالکریم کریمی که در خلیل‌آباد جوین می‌زیسته است نیز در منطقه جوین به آخوند بزرگ معروف بوده است)
- سد خاکی شیخ حسن جوری (در ۵ کیلومتری شمال روستا)
- کاروانسرای شاه‌عباسی
- تپه قلعه شهرستان
- قلعه بزرگ سردارآقا (قلعه نصرتیه)
- چنارهای ۵۰۰ ساله
- مجموعه آسیابهای قدیمی در سرآسیاب
- آبسرد کن‌های قدیمی
- منطقه رؤیایی کلاته آقا
- معادن کرومیت و معدن جدید میخچه (فرومد از بزرگ‌ترین معادن و ذخایر زیرزمینی کرومیت در خاورمیانه و جهان برخوردار است).
- سیدآباد، محمدآباد و حسین‌آباد
- آبادی‌های زیبای کوهپایه ای (نصرتیه، بازِ گز، کلاته صالح، کلاته قلیچ، کلاته حسنی، پهنستان و …)
- نام چند محلهٔ معروف فرومد: محله بالا، محله پایین، محله جنان، محله پشند، کوشک، محله سرا، شاه‌نشین، پی دروازه، قال پس پسو، سر حمام، سر پلی، گو کیال، سر سنگ، قال خیابون، باغچه میرزا، پای قلعه، محله باقالی زار، ته باز، گَو (گودال) کِیال، خانقاه.

## سوغات
از سوغاتی‌های روستای فرومد، می‌توان به موارد زیر اشاره کرد:
- فلفل (فرومد به عنوان قطب اصلی و بزرگ‌ترین تولیدکننده فلفل در کشور است که محصول فلفل آن به صورت تازه خوری، خشک، پودر فلفل، انواع سُس و … به مصرف می‌رسد. بدون شک ایجاد یک شرکت پویا و کارخانه فرآوری در حوزه فلفل، علاوه بر اشتغال زایی، موجب تقویت تجارت فلفل و کسب ارزش افزوده آن برای ساکنین می‌شود).
- زیره و کنجد
- میوه‌های انگور، انار و انجیر (انجیر خشک، توت خشک، کشمش و مویز، آلوچه و زردآلو خشک سوغات سنتی فرومد است).
- روغن حیوانی
- لبنیات محلی (شیر، کشک، ماست محلی، کره و روغن حیوانی و …)
- نان‌های محلی (نان فرومدی، کلوچه فرومدی، کماج، نان روغنی، نان هویجی، نان پیازی و…)

## مشاهیر فرومد
- ابن یمین فریومدی شاعر قطعه سرای نامدار قرن هشتم
- شیخ حسن جوری رهبر قیام سربداران
- حکیم ابو اعلا مُچری فریومدی شاعر رباعی سرای قرن ششم
- حکیم تاج الحکما موفق بن مظفر قوامی شاعر قصیده سرای قرن ششم
- حکیم یحیی بن محمد ضیایی شاعر قرن ششم
- امیر یمین الدین فریومدی شاعر قرن هشتم[۷]